# Eurithia castellana
Eurithia castellana är en tvåvingeart som först beskrevs av Gabriel Strobl 1906.  Eurithia castellana ingår i släktet Eurithia och familjen parasitflugor. Inga underarter finns listade i Catalogue of Life.